# Wydawnictwo Naukowe Semper
Wydawnictwo Naukowe Semper – polskie wydawnictwo założone w 1991 (twórcy: Helena Ratomska i Włodzimierz Zuzga). Wydaje książki ze wszystkich dziedzin nauki.
W 2006 roku powołano Wydawnictwo Literackie Semper.

## Działalność wydawnicza
Oficyna publikuje m.in. podręczniki akademickie, rozprawy habilitacyjne, monografie, słowniki specjalistyczne, materiały źródłowe, raporty z badań eksperymentalnych, a także dzieła popularnonaukowe i eseistykę. Wśród ponad 1000 wydanych publikacji ważne miejsce zajmują książki z takich dziedzin jak historia, archeologia, ekonomia, filozofia, politologia, nauki ekonomiczne, nauki o języku, literaturoznawstwo, pedagogika i psychologia, nauki o religii, a także dyscypliny matematyczno-przyrodnicze. Wydawnictwo publikuje prestiżowe czasopisma naukowe, m.in. najstarsze polskie czasopismo humanistyczne Kwartalnik Historyczny (ukazuje się od 1887 roku).
Książki i czasopisma były prezentowane na międzynarodowych wystawach i targach we Frankfurcie nad Menem, Lipsku, Montrealu, Chicago, Czeskim Cieszynie, Wilnie, Kijowie, Moskwie i Mińsku, a także podczas wielu imprez i targów krajowych.
Wśród autorów znajdują się uczeni z praktycznie wszystkich ośrodków akademickich w Polsce, a także z instytutów PAN i PAU. W wydaniach krytycznych i reprintach oficyna wydała arcydzieła kultury polskiej, m.in. „Konfesję sandomierską” z 1570 roku czy „Apocalypsis” Mikołaja Reja.
Od 2011 wydawnictwo angażuje się w organizowanie i sprawowanie patronatów nad imprezami kulturalnymi, m.in. Okno na Warszawę, Święto Warszawy czy Ratujmy neon.

### Czasopisma i wydawnictwa ciągłe
- Acta Poloniae Historica
- Filozofia Nauki
- Sztuka i Filozofia
- Etyka
- Kronos. Metafizyka-kultura-religia
- Kwartalnik Historyczny
- Odrodzenie i Reformacja w Polsce
- Pamiętnik Słowiański
- Studia z Dziejów Rosji i Europy Środkowo-Wschodniej
- Wiadomości Numizmatyczne
- Studia nad Polszczyzną Kresową
- Język polski dawnych Kresów Wschodnich
- Studia i Materiały Wydawnictwa Naukowego Semper
- Studium Vilnense
- Acta Asiatica Varsoviensia
- Hemispheres. Studies on Cultures and Societies
- Ikonotheka
- Barok. Historia-Literatura-Sztuka